# William Mastrosimone
William Mastrosimone (né le 19 août 1947 à Trenton dans le New Jersey) est un dramaturge, scénariste et producteur américain.

## Biographie

### Jeunesse et formation
William Mastrosimone après ses études secondaires à la Pennington School (en), suit des études universitaires à l'université Tulane de 1966 à 1970, puis à l'université Rider où il obtient le Bachelor of Arts (licence) en 1974 et enfin à l'université Rutgers où il soutient avec succès son Master of Fine Arts (mastère 2 ès beaux-arts) en 1976,.

## Œuvres

### Théâtre
- 1978 : The Woolgatherer (en)[2]
- 1982 : Extremities (en)[3]
- 1999 : Bang bang t'es mort (Bang Bang You're Dead) [4],[5]

### Scénariste

#### Télévision
- 1994 : The Burning Season (en) / de John Frankenheimer[6]
- 2003 : Benedict Arnold: A Question of Honor (en) de Mikael Salomon[7]
- 2005 : Into the West[8],

#### Cinéma
- 1986 : Extremities, de Robert M. Young[9]
- 1988 : La Bête de guerre (The Beast) de Kevin Reynolds
- 2002 : Bang bang t'es mort (Bang Bang You're Dead) de Guy Ferland

## Prix et distinctions
- 2002 : lauréat du Peabody Award pour son scénario de Bang Bang You’re Dead[10]